# Mästarnas mästare 2012
Den fjärde säsongen av TV-programmet Mästarnas mästare sändes på SVT1 den 15 april-3 juni 2012. Säsongen blev framskjuten från januari till april på grund av det inte skulle krocka med Så ska det låtas vårsäsong 2012. Inspelningen av programmet skedde vid Balatonsjön i västra Ungern under september 2011 och Micke Leijnegard var för fjärde året i rad programledare. På grund av att säsongen sändes så pass sent på året, jämfört med tidigare säsonger, visade SVT de fyra sista avsnitten på två lördagar och söndagar i rad. Detta då sändningarna från Europamästerskapet i fotboll 2012 inte skulle störas.
Till skillnad från de tre tidigare säsongerna förändrades upplägget i denna säsong. SVT delade in de tolv deltagarna i två grupper, totalt sex stycken deltagare i varje grupp, som tävlade om två semifinalsplatser per grupp. När den första gruppen hade fått sina två semifinalister åkte samtliga hem igen och den andra gruppen åkte då ned till Ungern. När den andra gruppen hade tävlat färdigt åkte de två tidigare semifinalisterna tillbaka till Ungern och därefter slogs de fyra kvarvarande mästarna om de tre finalplatserna. Därefter hölls finalen som vanligt.

## Deltagare
I denna säsong är det första gången det är lika många manliga deltagare som kvinnliga deltagare. Deltagarna avslöjades under sommaren 2011, men vid olika utvalda tillfällen. På grund av sjukdom tvingades Gunde Svan hoppa av programmet i sista stund, vilket gjorde att den före detta ishockeyspelaren Jörgen Jönsson tog hans plats. Nedan redovisas deltagarnas gruppindelningar:

### Grupp 1
Den första gruppen tävlade under avsnitt 1–4 (15 april–6 maj 2012):
| Namn                       | Sport       |
| -------------------------- | ----------- |
| Anna Le Moine              | Curling     |
| Annichen Kringstad         | Orientering |
| Gunnar Larsson             | Simning     |
| Håkan Loob                 | Ishockey    |
| Linda Haglund              | Friidrott   |
| Magnus "Slangen" Wislander | Handboll    |

### Grupp 2
Den andra gruppen tävlade under avsnitt 5–8 (13 maj–27 maj 2012):
| Namn                      | Sport    |
| ------------------------- | -------- |
| Anders Järryd             | Tennis   |
| Jörgen Jönsson            | Ishockey |
| Pernilla "Pillan" Wiberg  | Alpint   |
| Stefan Schwarz            | Fotboll  |
| Susanne Ljungskog         | Cykling  |
| Victoria Sandell Svensson | Fotboll  |

## Nattduellen
Nattduellen bestod precis som året innan av fem stavar på ett bord som lyste. När en av stavarna slocknade skulle man ta den och den som snabbast tog staven vann och fick stanna kvar i tävlingen. Tävlingen bestod av tre omgångar där den person som först vunnit två omgångar vann nattduellen. För att armarna skulle vara på lika långt avstånd från stavarna tvingades de tävlande hålla i två stycken kättingar, som satt fast i marken. Tappade någon av de tävlande kättingen innan staven slocknade gick segern i den omgången till motståndaren. Tabellen visar vilka som möttes i duellen per avsnitt (notera dock att i det första och femte avsnittet blev det ingen nattduell).
| Avsnitt | Datum (2012) | Nattduell mellan                             | Vinnare omgång 1  | Vinnare omgång 2  | Vinnare omgång 3 | Utslagen                  |
| ------- | ------------ | -------------------------------------------- | ----------------- | ----------------- | ---------------- | ------------------------- |
| 1       | 15 april     | —                                            | —                 | —                 | —                | —                         |
| 2       | 22 april     | Linda Haglund och Håkan Loob                 | Håkan Loob        | Linda Haglund     | Linda Haglund    | Håkan Loob                |
| 3       | 29 april     | Linda Haglund och Magnus Wislander           | Magnus Wislander  | Magnus Wislander  | —                | Linda Haglund             |
| 4       | 6 maj        | Anna Le Moine och Annichen Kringstad         | Anna Le Moine     | Anna Le Moine     | —                | Annichen Kringstad        |
| 5       | 13 maj       | —                                            | —                 | —                 | —                | —                         |
| 6       | 20 maj       | Susanne Ljungskog och Stefan Schwarz         | Susanne Ljungskog | Susanne Ljungskog | —                | Stefan Schwarz            |
| 7       | 26 maj       | Anders Järryd och Jörgen Jönsson             | Anders Järryd     | Jörgen Jönsson    | Jörgen Jönsson   | Anders Järryd             |
| 8       | 27 maj       | Victoria Sandell Svensson och Jörgen Jönsson | Jörgen Jönsson    | Jörgen Jönsson    | —                | Victoria Sandell Svensson |
| 9       | 2 juni       | Anna Le Moine och Jörgen Jönsson             | Jörgen Jönsson    | Jörgen Jönsson    | —                | Anna Le Moine             |
| 10      | 3 juni       | —                                            | —                 | —                 | —                | —                         |

## Slutgiltig placering och utslagningsschema

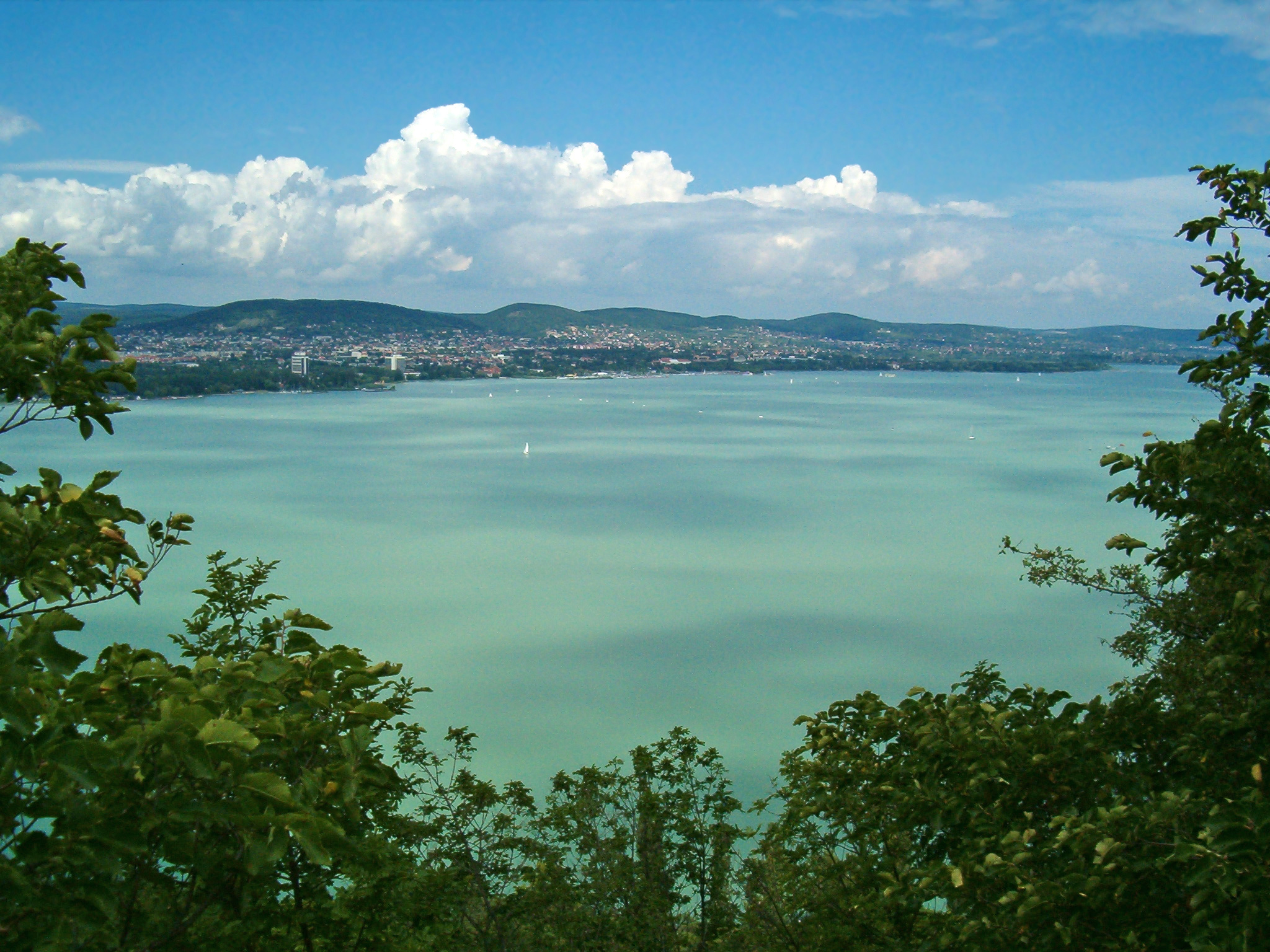
Den fjärde säsongen av Mästarnas mästare spelades in under september 2011 vid Balatonsjön i västra Ungern.

I gruppspelen tävlade sex stycken mästare per grupp: tre män och tre kvinnor. Precis som i tidigare säsonger tävlade deltagarna i tre grenar per avsnitt där de får olika poäng beroende på hur de placerar sig totalt. Varje avsnitt har också sitt eget tema. Vinnaren i varje avsnitt blir immun medan förloraren tvingas välja någon av de övrigt placerade deltagarna att mötas i en nattduell. I den sista gruppspelstävlingen återstod fyra deltagare i gruppen. Efter de tre grenarna är det den deltagare med minst totalpoäng som får lämna programmet direkt medan tvåan och trean gör upp om den andra finalplatsen. Den som fått högst totalpoäng är också den som blir direktkvalificerad till semifinalen efter gruppspelen är slut.

### Resultattabell: Grupp 1
| Deltagare          | Plats | 1  | 2  | 1+2 | 3    | 4  |
| ------------------ | ----- | -- | -- | --- | ---- | -- |
| Magnus Wislander   | 1     | 18 | 18 | 36  | 13   | 14 |
| Anna Le Moine      | 2     | 15 | 18 | 33  | 17   | 9  |
| Annichen Kringstad | 3     | 27 | 10 | 37  | 10   | 12 |
| Gunnar Larsson     | 4     | 10 | 10 | 20  | 10,5 | 4  |
| Linda Haglund      | 5     | 4  | 14 | 18  | 6,5  |    |
| Håkan Loob         | 6     | 10 | 14 | 24  |      |    |

### Resultattabell: Grupp 2
| Deltagare                 | Plats | 5  | 6  | 5+6 | 7  | 8  |
| ------------------------- | ----- | -- | -- | --- | -- | -- |
| Pernilla Wiberg           | 1     | 18 | 16 | 34  | 18 | 16 |
| Jörgen Jönsson            | 2     | 18 | 14 | 32  | 11 | 11 |
| Victoria Sandell Svensson | 3     | 14 | 20 | 34  | 9  | 7  |
| Susanne Ljungskog         | 4     | 5  | 6  | 11  | 15 | 5  |
| Anders Järryd             | 5     | 16 | 18 | 34  | 4  |    |
| Stefan Schwarz            | 6     | 13 | 10 | 23  |    |    |

### Slutspel: Semifinal och final
Finalen avgjordes den 3 juni 2012 mellan Jörgen Jönsson, Magnus Wislander och Pernilla Wiberg. Den första grenen vanns av Jönsson som därmed fick trettio sekunders försprång mot tvåan, Wislander, som i sin tur fick trettio sekunders försprång mot trean, Wiberg, inför den andra grenen. Den andra grenen vanns av Jönsson och tvåa kom Wislander, vilket betydde att Wiberg blev utslagen. I den avgörande finalen skulle de två kvarvarande deltagarna först klara av en Memory-liknande del, för att sedan gräva sig under ett hinder med sin bara händer. Den tredje och sista delen bestod av att skjuta en brinnande pil på en måltavla. Jönsson vann kampen mot Wislander och blev därmed Mästarnas mästare 2012.
| Deltagare        | Plats | 9   | 10      |
| ---------------- | ----- | --- | ------- |
| Jörgen Jönsson   | 1     | 14  | Vinnare |
| Magnus Wislander | 2     | 5,5 | Tvåa    |
| Pernilla Wiberg  | 3     | 16  | Trea    |
| Anna Le Moine    | 4     | 2,5 |         |